# 村上泰治

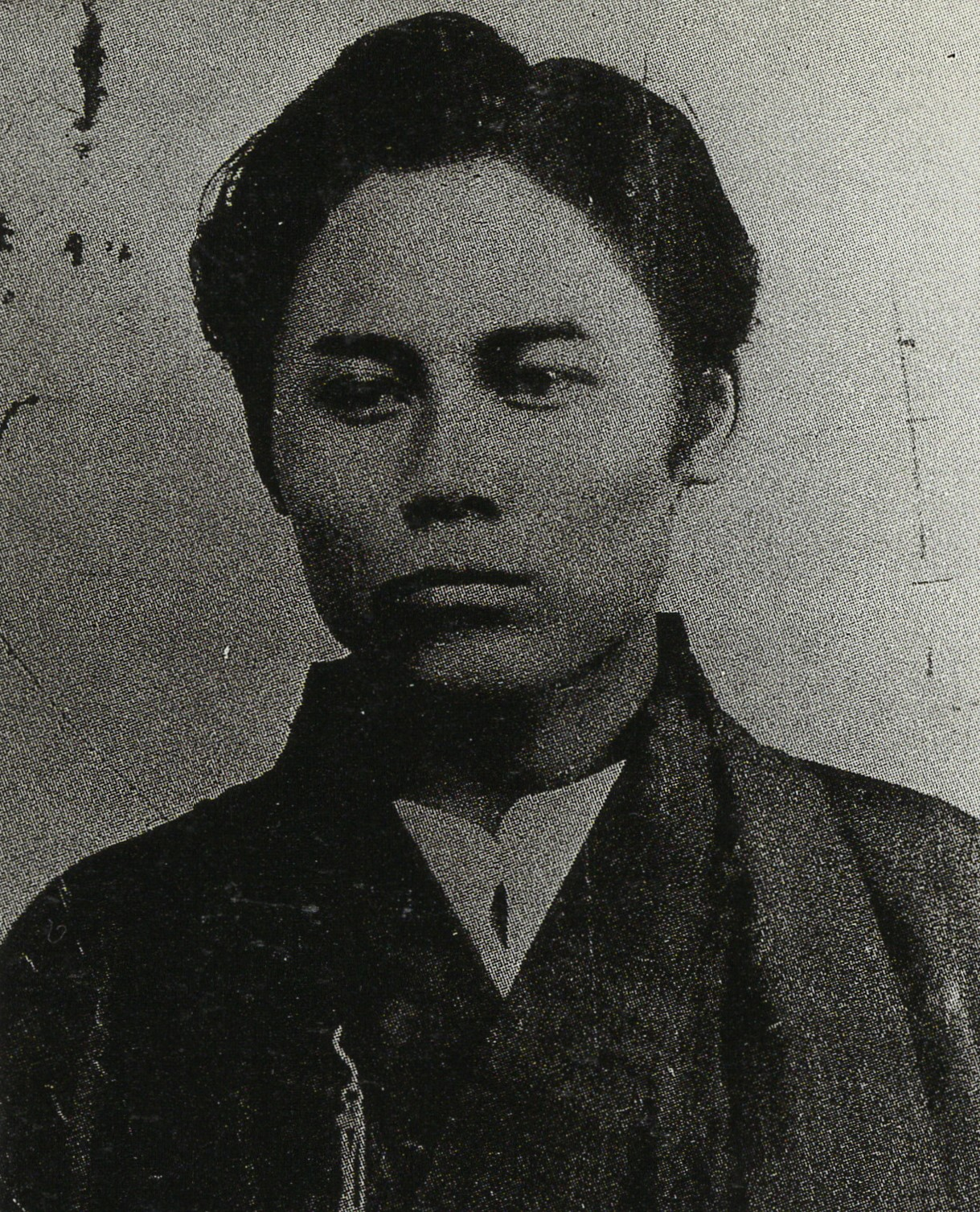
村上泰治

村上 泰治（むらかみ たいじ、慶応3年8月28日（1867年9月25日） - 明治20年（1887年）6月18日）は、明治時代初期の自由民権運動家。10代半ばで活動家を志し、秩父自由党の象徴的存在で実質指導者の立場にあったとされる人物である。

## 生涯
武蔵国秩父郡下日野沢村（現・埼玉県秩父郡皆野町）に豪農の子として生まれる。泰治が幼少を過ごした明治初年の秩父地方は、山間部での厳しい自然環境に苛まれながらも農業主体の村落を形成しており、生糸の生産を生計の糧としているものであった。こうした悪条件にあえぐ農民たちの日々を目の当たりにしてくにつれ、自由民権運動に共感を抱くようになったといわれる。
折りしも明治14年（1881年）10月、板垣退助を初代総理として自由党が発足。これに伴い秩父自由党は、翌明治15年（1882年）11月、群馬県南甘楽郡坂原村（現藤岡市坂原）出身、新井塊三郎の勧めにより中庭蘭渓を第一号党員として若林真十郎を発起人とする二人によって産声を上げる。新井塊三郎の住む上州のみならず、信州の各地方もまた秩父と同等の過酷な山地農業地帯でもあり、この自由民権運動は瞬く間に広まり定着した。
泰治は、この中庭蘭渓の屋敷近くに生家があった関係でしばらく蘭渓に師事し、秩父自由党発足から半年ほど経った明治16年（1883年）4月に17歳で入党したと自由新聞は伝えている。泰治は入党当初から、人を惹きつける魅力と指導力があったと評され、次第に頭角を現し、上毛自由党の指導者である宮部嚢らにも認められ自由党・東京本部からも一目置かれるまでになり交友関係を広げた。
明治16年（1883年）の秋に師である蘭渓が没し、その後を継ぐかたちで秩父自由党の最高幹部の一人となり10人を超える党員を従えるなどし、明治17年（1884年）には幹事役となって自由民権運動を推し進めた。若い泰治の評判はすぐに広まり秩父自由党を象徴とする指導者としてカリスマ性を高め、多くの人望を集めた。
そうした動きを時の明治政府は注視し、内務省の伊藤博文はじめ政府首脳らによる厳しい弾圧の手を強めた。そのさなか、組織内において密偵潜入の疑惑が持ち上がり、幹部らの進言において上州の党員である照山俊三を粛清したという疑いをかけられ明治17年（1884年）6月、東京で逮捕される。直後、秩父では、民衆と政府との間で秩父事件が勃発、多くの同志が命を落としている。
3年後の明治20年（1887年）1月、当時10代であったということを考慮され無期徒刑の判決を下されて浦和監獄に送られたが同年6月18日、獄内で没したとされる。その死因は現在まで明らかにされていない。

## 人物像
- 外見は細面の美少年という出で立ちであったが、内面は決断と行動力に優れ、「自由党の麟麟児」と異名されていたといわれる。
- 泰治が入獄してまもなく、秩父事件が起こったが、その際も党員たちは余勢をかって泰治救出をもくろみ、浦和監獄襲撃を画策した者もいたとされる。
- 泰治には妻がおり、名をハン子と言った。ハン子は泰治の獄死を知ると、亡き骸を引き取って棺に花を数多と供えて葬儀を挙げた後、消息を絶っている。
- 秩父事件に際して秩父困民党・会計長を務めた井上伝蔵との交友関係は知られており、泰治が東京で逮捕され秩父を去った後、秩父自由党の中心人物となった。
- のちの秩父困民党・初代総理となる田代栄助が入党を求めた際、密偵と疑い取り合わなかったことがきっかけで不仲であったと言われる。

## 演じた俳優
- NHK大河ドラマ『獅子の時代』(1980年、演：役所広司)
- 映画『草の乱』(2004年、演：永岡佑)